# Georg Julius von Schultz

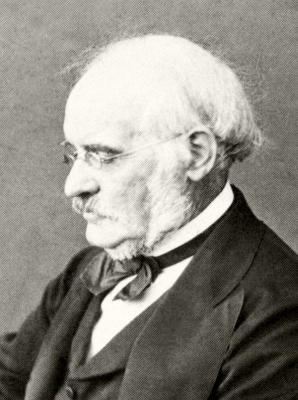
Georg Julius von Schultz (um 1873)

Georg Julius von Schultz (Pseudonym Dr. Bertram, auch Georg Julius von Schultz-Bertram, russisch Егор Христианович Шульц Jegor Christianowitsch Schulz; * 22. Septemberjul. / 4. Oktober 1808greg. in Reval; † 16. Mai 1875 in Wien) war ein deutschbaltischer Arzt, Dichter, Publizist, Folklorist und Zeichner.

## Leben
Schultz stammt aus einer Predigerfamilie, deren Vorfahren aus Mecklenburg eingewandert waren. Seine Mutter war Caroline Charlotte Schultz, geborene Asverus (1789–1875). Sein Vater war der Oberpastor der Ritter- und Domkirche in Reval Christian Timotheus Schultz (1767–1809). Schultz hatte drei Brüder. Zwei aus der ersten Ehe seines Vaters mit Henriette Elisabeth Schultz, geborene Henning (1780–1805), nämlich Woldemar August Schultz (1800–1849) und Carl Schultz (1802–1823) und einen leiblichen Bruder, nämlich Moritz Franz von Schultz (1806–1888).

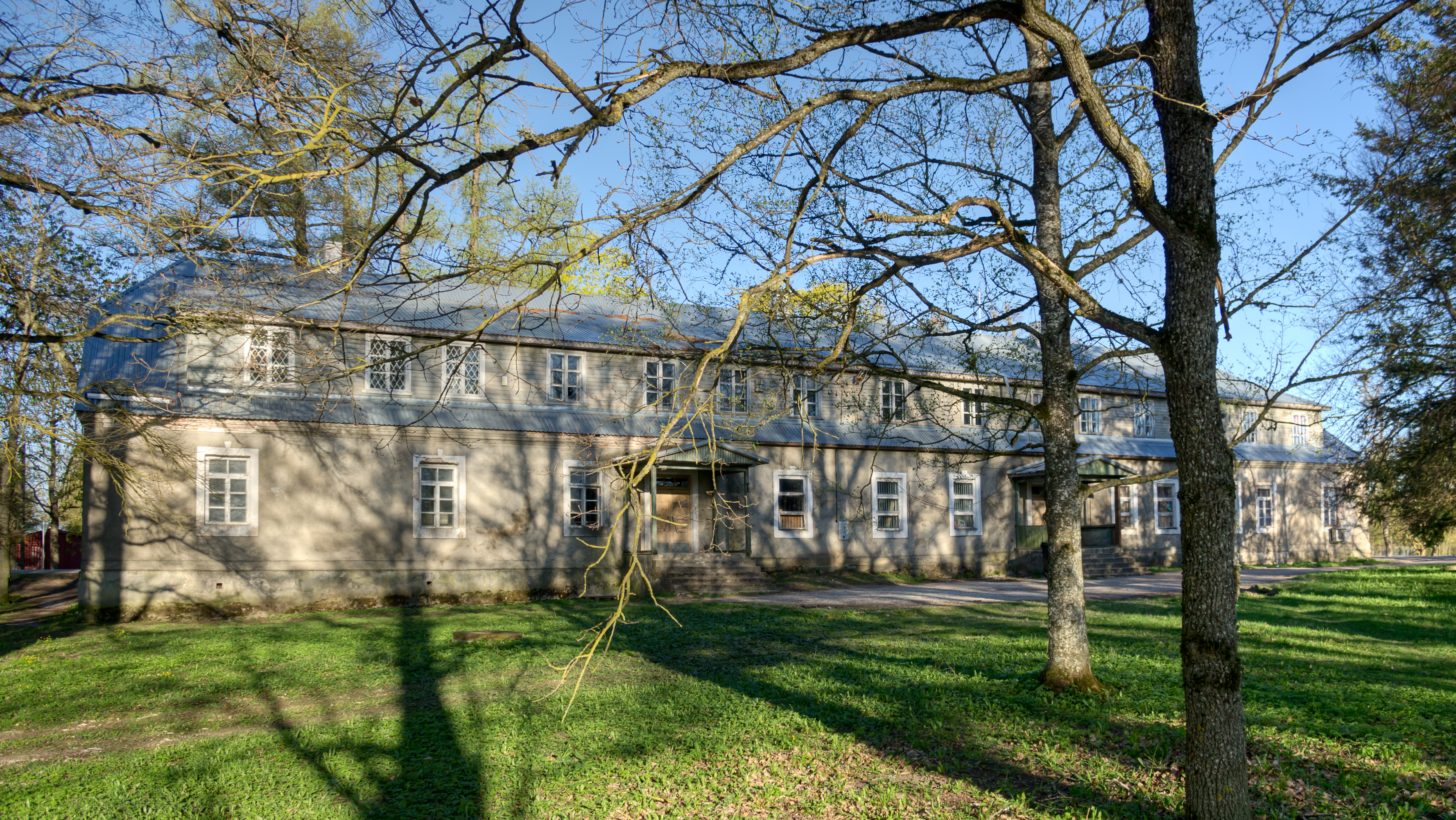
Gutshaus Friedental, 2014

Georg Julius von Schultz wurde nach dem frühen Tod seines Vaters bei seinem Großvater auf dem Gut Friedental (heute estnisch Rahuoru mõis) in Torma erzogen (daher auch gelegentlich Schoultz de Torma). Von 1823 bis 1826 besuchte Schultz die Domschule in Reval. 1826–1833 studierte er an der Kaiserlichen Universität Dorpat Medizin mit Vertiefung in Augenheilkunde und Chirurgie. Er gehörte der Studentenverbindung Baltische Corporation Estonia Dorpat an. 1834 bis 1836 war Schultz Prosektor am Anatomikum in Dorpat. 1836 erlangte er den Dr. med. an der Universität Dorpat. Von 1836 bis 1839 praktizierte Schultz als Hausarzt bei General Fjodor Semjonowitsch Uwarow auf dessen Gut im Dorf Cholm im russischen Gouvernement Smolensk. In den Jahren 1840 bis 1842 bereiste er Deutschland und war als ärztlicher Reisebegleiter in Italien. Ab 1842 bis 1848 war Schultz Konservator an der Kaiserlichen Akademie der Wissenschaften in St. Petersburg. Im Jahr 1843 arbeitete er zusätzlich als Arzt bei der St. Petersburger Mineralwasseranstalt. Von 1845 bis 1857 war Schultz Prosektor am Anatomischen Institut der Medizinisch-Chirurgischen Akademie in St. Petersburg.
Am 24. Mai 1845 heiratete er Theodora von Unzer (1820–1899), eine Enkelin von Johann Christoph Unzer. Das Ehepaar wohnte in Sankt Petersburg. Das Paar hatte zwei Töchter: Die Komponistin und Musiktheoretikerin Ella Adaïewsky (1846–1926) und die Malerin Pauline Geiger (1851–1934). Pauline Geigers Sohn war der österreichische Dichter, Kunsthistoriker und Übersetzer Benno Geiger (1882–1965).
Schultz wurde 1853 Prosector an der Petersburger Akademie und russischer Staatsrat. Seit 1854 arbeitete er zudem als Ordinator, also als hauptamtlich tätiger Arzt mit Zuständigkeit für eine Station am Zweiten Militärhospital. Dann privatisierte er, reiste von 1856 bis 1860 durch Europa und begann unter dem Pseudonym Dr. Bertram eine schriftstellerische Laufbahn. Er traf sich mit Alexander von Humboldt in Berlin, mit Justinus Kerner und Ludwig Uhland in Württemberg, mit Heinrich Heine in Paris und Friedrich Hebbel in Wien. 1860 gründete Schultz ein literarischen Wochenblatt in St. Petersburg und arbeitete dort als Redakteur. Von 1862 bis 1864 war er frei praktizierender Arzt und Inhaber einer kleinen Augenklinik auf dem Gut Friedental bei Torma in Livland (heute estnisch Rahuoru mõis). Anschließend arbeitete Schultz zeitweilig als Sekretär im Ministerium des Kaiserlichen Hofes; später als Zensor für estnischsprachige Literatur. Ab 1867 lebte Schultz in Estland. Schultz, ein Bewunderer der estnischen Kultur, war ein Freund des Arztes und Schriftstellers Friedrich Reinhold Kreutzwalds und trug maßgeblich zu dessen Entschluss bei, das estnische Nationalepos Kalevipoeg zu verfassen.
Georg Julius von Schultz starb auf einer Reise in Wien und erhielt ein Ehrengrab auf dem Friedhof Matzleinsdorf. Für sein Engagement für die estnische Identifikation wurde ihm am 29. September 1968 im Park des Gutes Rahuoru (Friedenthal) in Torma ein Gedenkstein gesetzt.

## Werke (Auswahl)
- Quaedam ad rhinoplasticen. dissertatio inauguralis chirurgica. Dorpat 1836 (Latein, handle.net – deutsch: Beitrag zur operativen Korrektur der Nase (Rhinoplastik)).
- Baltische Skizzen oder fünfzig Jahre zurück. 2., vermehrte Auflage. Alexander Duncker, Berlin 1853 (handle.net).
- Jenseits der Scheeren oder der Geist Finnlands. Eine Sammlung finnischer Volksmärchen und Sprichwörter. Breitkopf und Härtel, Leipzig 1854 (google.de).
- Medizinische Dorfgeschichten aus dem Innern Rußlands und Episoden aus dem Leben Trischkas (des Rasboiniks). H. Laakmann, Dorpat 1860 (handle.net – russisch разбойник rasboinik, deutsch ‚Räuber‘).
- Wagien. Baltische Studien und Erinnerungen. W. Gläsers Verlag, Dorpat 1868 (handle.net – Wagien ist eine Landschaft in Estland, westlich des Peipussee, nördlich von Tartu (Dorpat)).
- Dorpats Größen und Typen vor vierzig Jahren. W. Gläsers Verlag, Dorpat 1868 (handle.net – Anekdotisches über Dorpater Persönlichkeiten, z. B. Friedrich Georg Wilhelm Struve und Carl Friedrich von Ledebour, mit einem humoristisch-satirischen Anhang, in dem sich Dr. Bertram (rückwärts gelesen) als Dr. Martreb selbst zu kritisieren scheint).
- Bilder aus dem Süden. 2. überarbeitete Auflage. W. Gläsers Verlag, Dorpat 1869.
- Ilmatar, eine Commedia turanica. W. Gläsers Verlag, Dorpat 1870 (handle.net – turanica ist die latinisierte Form von turanisch, was als Bezeichnung für Finno-ugrisch verwendet wurde; Ilmatar (von finnisch ilma ‚Luft‘) ist in der finnischen Mythologie die Urmutter – ein jungfräulicher weiblicher Geist der Lüfte, der die Welt erschuf).
- Peiwash Parnéh, die Sonnensöhne, nach Bruchstücken einer epischen Volkssage aus Lappland. Verlag der Wasenius'schen Buchhandlung, Helsingfors 1872 (handle.net – Das epische Gedicht wurde 1850 in Lappmarken aufgezeichnet und erschien zuerst in Stockholm).
- Sagen vom Ladogasee oder Erzählungen meiner Ssudomoika. Verlag der Wasenius'schen Buchhandlung, Helsingfors 1872 (handle.net – Ssudomoika von russisch судомойка sudomoika, deutsch ‚Abwäscherin‘).
- Martha Marzibill oder der Traum im Ulmenbaum, eine livländische Geschichte für artige Kinder. Schnakenburgs Verlag, Riga / Jurjew 1900 (handle.net).
- Briefe eines baltischen Idealisten an seine Mutter 1833 – 1875. Koehler & Amelang, Leipzig 1934.

## Zitate
„Auch den König Friedrich Wilhelm III. sahen wir aufs bequemste, denn er ruhte einen ganzen Tag lang in Torma und schob mich sehr liebreich zur Seite, als ich, ein Knabe von 10 Jahren, so vertieft war in der Bemühung, dem Könige zu Ehren ein paar lederne Handschuhe anzuziehen, daß ich den Weg zum Garten Sr. Majestät hartnäckig versperrte.“

„In russischen Annalen erscheint Torma sehr früh 1030, 1130 und 1212 als Gegend nördlich von Jurjew (Dorpat). Die Fürsten von Nowgorod und Pleskau fielen hier ein, um die in früheren Zeiten tributär gewordenen, aber wieder abgefallenen Esten zu züchtigen.“

„Denn während der Dniepr dem warmen Süden zueilt, die goldenen Kreuze der alten Wiege Rußlands wiederspiegelt und auf die Straße nach Byzanz hinweist, wälzt die Wolga mit ihren riesenhaften Nebenflüssen sich breit durch das Herz von Rußland und strömt durch einen Druckfehler der Schöpfung in den traurigen Kaspischen Binnensee, während dicht nebenbei der viel unbedeutendere Don sich eines Europäischen Ausflusses bei Asow bemächtigt hat.“

„Geben wir dem Volke ein Epos und eine Geschichte und alles ist gewonnen.“